# Cociente de desarrollo
Se denomina cociente de desarrollo (CD), a un parámetro que mide el nivel de desarrollo de un niño. Se calcula al dividir la edad de desarrollo por la edad cronológica.
El CD se determina de acuerdo a los resultados de pruebas y se evalúa para determinar si un niño posee un comportamiento apropiado de acuerdo a su edad (en este sentido el CD es asimilable al concepto de edad mental).
En niños muy pequeños las pruebas buscan determinar su grado de desarrollo, y así poder determinar si el niño posee algún grado de retardo generalizado o en ciertas áreas. Las pruebas miden diversos parámetros tales como grado de sociabilidad, capacidad de adaptación, desarrollo de su motricidad, capacidad para comunicarse, y habilidades mentales. A partir de los resultados de estas pruebas se calcula el cociente de desarrollo del niño.